# Підглядання під спідницю

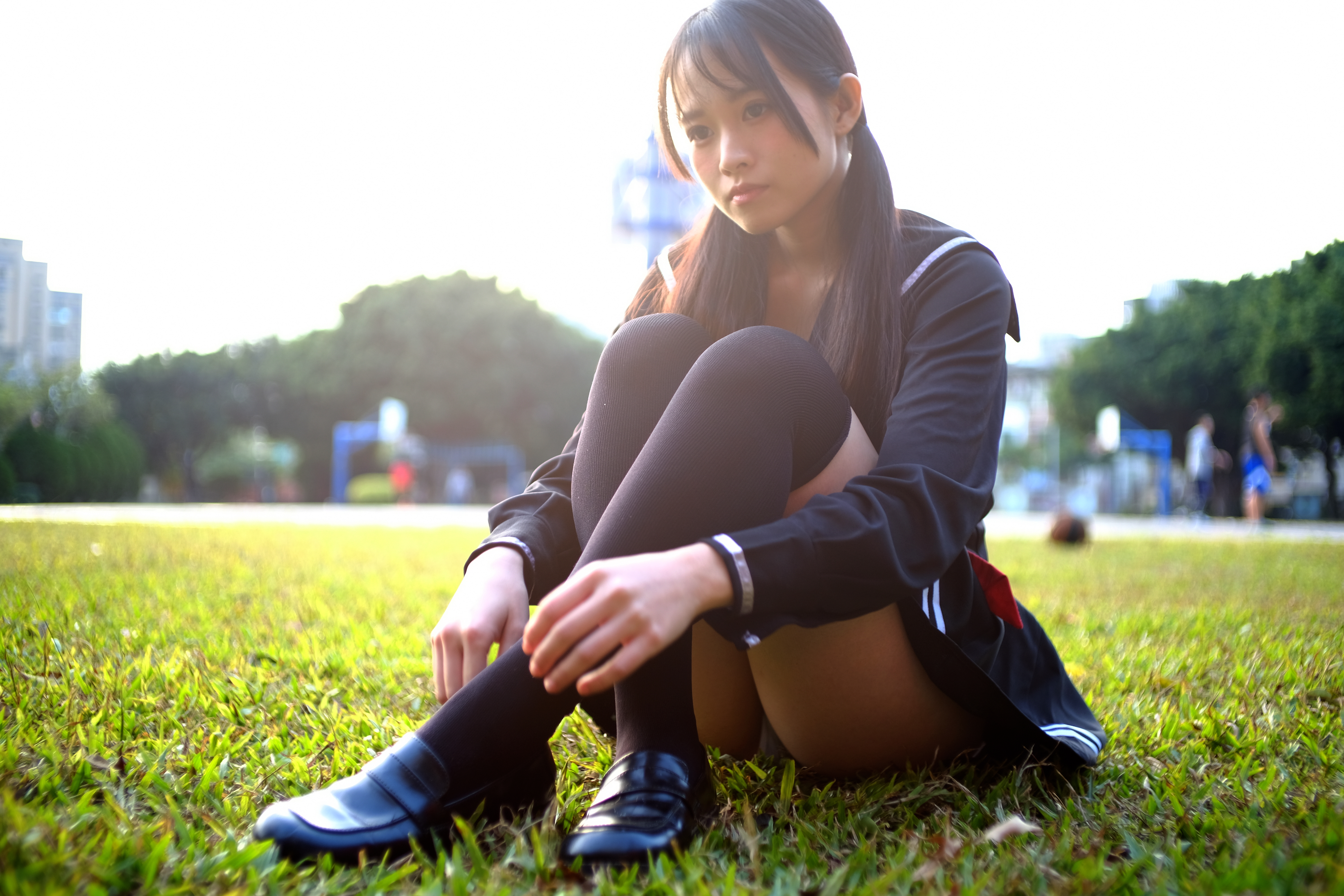
Фото дівчини в тайванському парку

Апскертінг, апскьортинг (від upskirt, англ. «підглядання під спідницю») — різновид сексуального фетишизму. Термін використовується для позначення як власне дії, так і фотографій або відеозаписів.
Незважаючи на протиправний, асоціальний характер такої активності, апскертінг не підпадає під визначення сексуальної девіації. З погляду сучасного суспільства та багато в чому завдяки сексуальній революції XX століття апскертінг займає прикордонну зону та розцінюється більшістю як категорія легкої еротики.
Схожим за значенням є слово рос. засвет, досл. «засвіт», що позначає фото і відео, на яких випадково або навмисно відображені будь-які інтимні частини тіла людей у громадських місцях: на вулицях, у громадському транспорті та магазинах, в процесі посадки і висадки з транспортних засобів, а також інтимні зони спортсменок та артисток під час виступів, на які є попит на спеціальних форумах.
В Японії неможливо вимкнути звук клацання, який видає телефон під час фотографування, саме через upskirt.

## Галерея

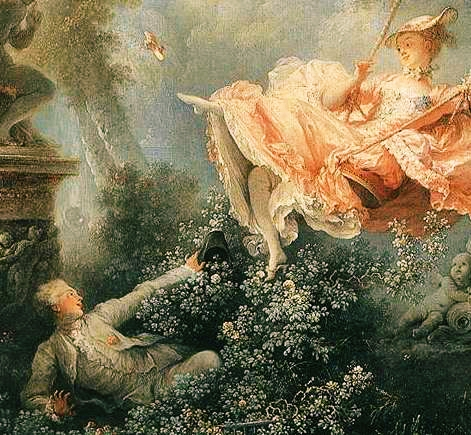
Картина Фрагонара, 1767
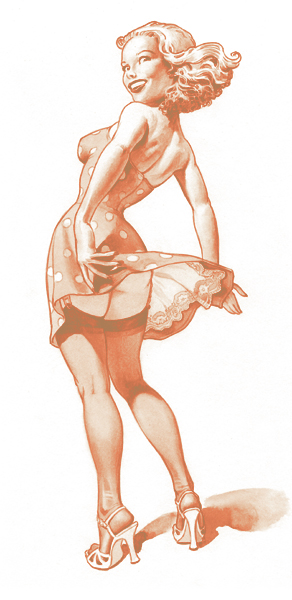
Пін-ап з апскертингом